# スタンレー・シャクター
スタンレー・シャクター（Stanley Schachter, 1922年 - 1997年）は、アメリカの心理学者。実験社会心理学の発展に寄与し、情動の二要因理論の提唱で知られる。ニューヨーククイーンズ区出身。1961年からコロンビア大学で社会心理学の教授を務めた。

## 業績
人間が情動経験をする場合について、ウィリアム・ジェームズとランゲは生理的変化によって情動変化が起こると唱え、それについてキャノンとバードが情動経験と生理的変化は別経路で同時的に起こるのだという説を展開した。これらの説はともに生理的変化にのみ情動経験の原因を見出しているが、果して生理的変化のみが情動原因であるのか、疑問だと考え、それについての実験を行ったのがこのシャクターである。
理解し易く説明すれば、ランゲ曰くドキドキしたからAさんを好きになったと言うのに対し、キャノンとバードは好きなのもドキドキするのも両方あるから好きだと感じているのだという説を唱えたが、シャクター的にはAさんの優しい行動や親切さ、見た目の良さやお金持ちだといった情報も、好きだという気持ちに関わっているのだ……と説明するという意味である。